# 武元重機
有限会社武元重機（たけもとじゅうき）は、兵庫県丹波篠山市に本社を置く日本の運輸事業者である。バス事業のほかトラック運送業、建設業、旅行業を展開しており、バス部門と旅行業はみらい観光のブランド名を使用している。

## 沿革
- 1993年12月 ‐ 個人事業として創業。
- 1998年7月 ‐ 資本金300万円で有限会社として法人化。
- 1999年2月 ‐ 一般貨物自動車運送事業認可及び第一種運送事業認可。
- 2000年7月 ‐ 一般貸切旅客自動車運送事業を取得。
- 2003年
  - 10月‐西脇営業所を開設。
  - 11月‐大阪営業所を開設。
- 2007年
  - 7月‐西脇営業所を閉鎖。
  - 8月‐本社を現在の場所に移転。
- 2009年8月 ‐ 京都営業所を設置。
- 2014年 - 東京営業所を開設[1]。同年5月、一般建設業認可。
- 2015年
  - 2月‐大阪営業所を移転。
- 2018年7月 ‐ 旅行業登録（大阪府知事登録第2種2950号）大阪営業所に旅行部を併設。
- 2020年3月 ‐ 旅行部大阪オフィスを移転。

## 営業所
- 大阪営業所 ‐ 大阪府豊中市庄内宝町2丁目1-15
- 京都営業所 ‐ 京都府南丹市園部町南八田サイカシタ21-1
- 東京営業所 ‐ 東京都江東区東陽4-8-10 西本ビル704
- 旅行部大阪オフィス ‐ 大阪府大阪市西区立売堀2-5-41 合田ビル701

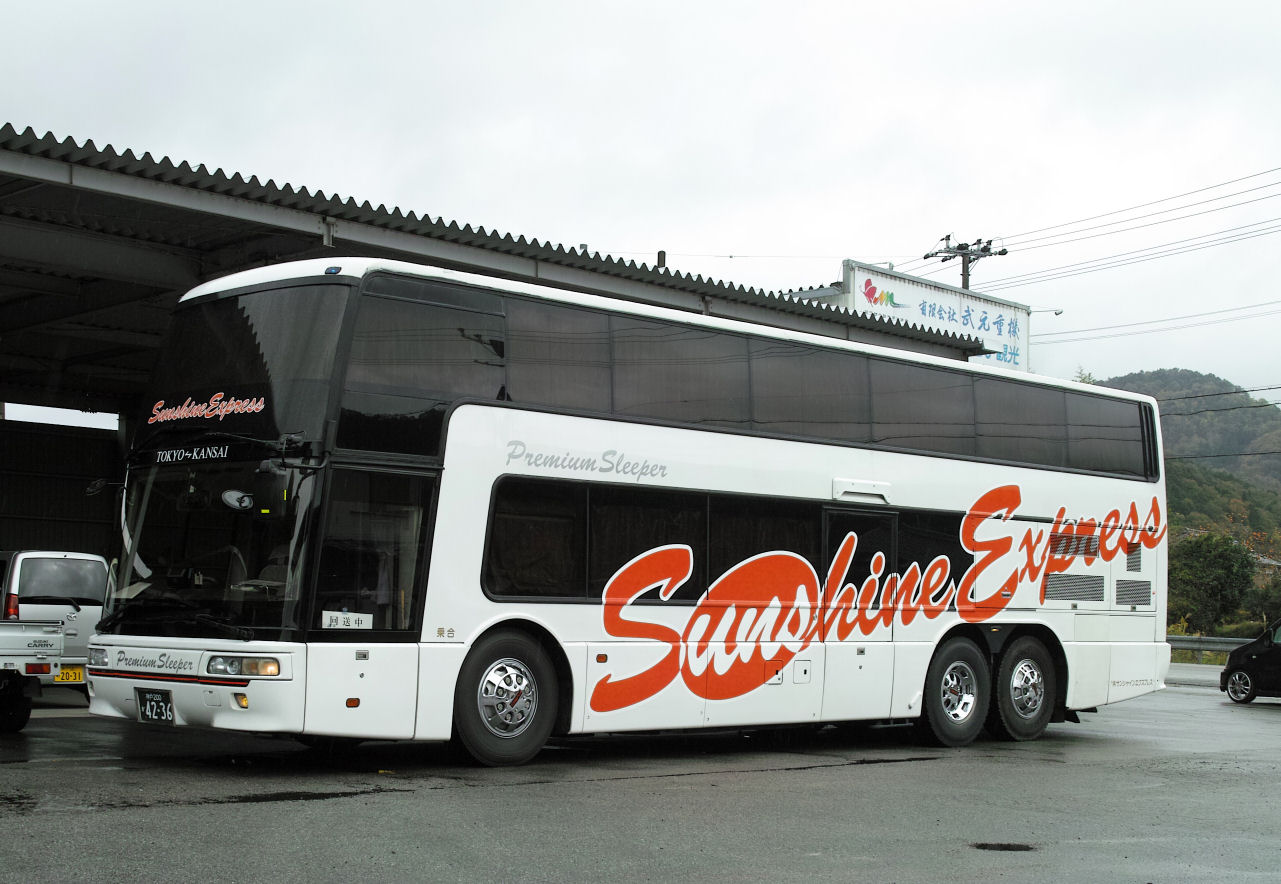
二階建て・3列シート車 エアロキング
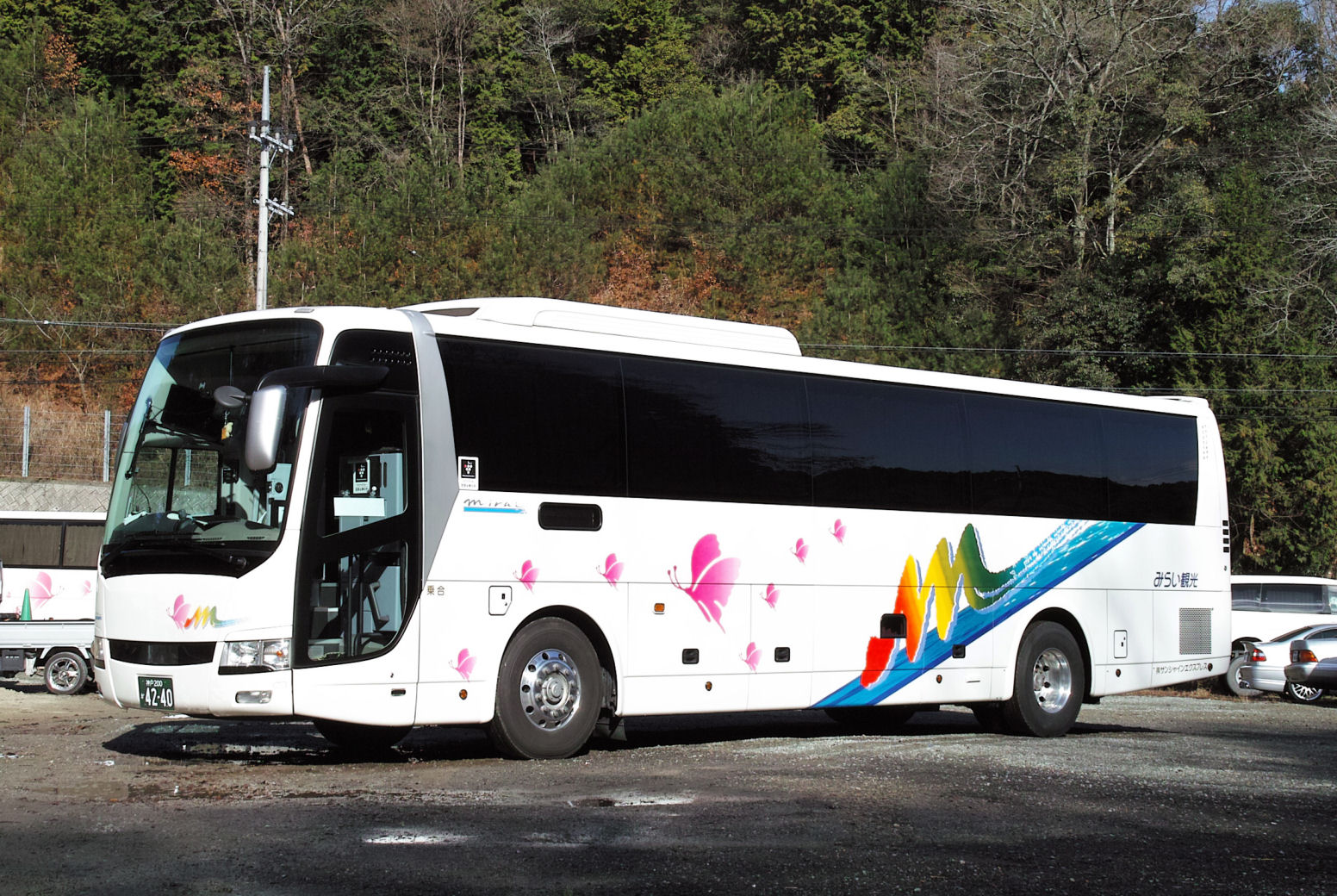
3列シート車 エアロエース 元南国交通さつま号用に導入された、納車直後バスジャック事故に遭遇している。
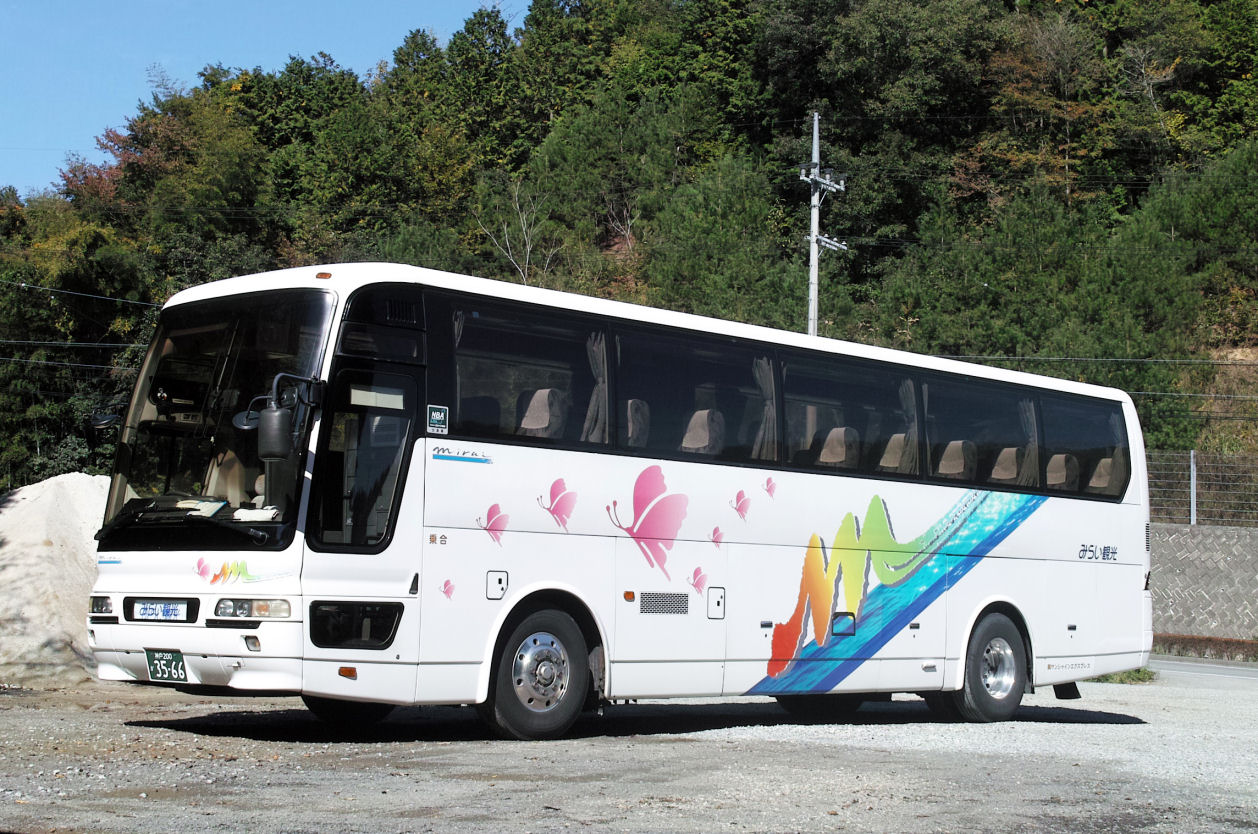
スーパーハイデッカー3列シート車 エアロクィーンI
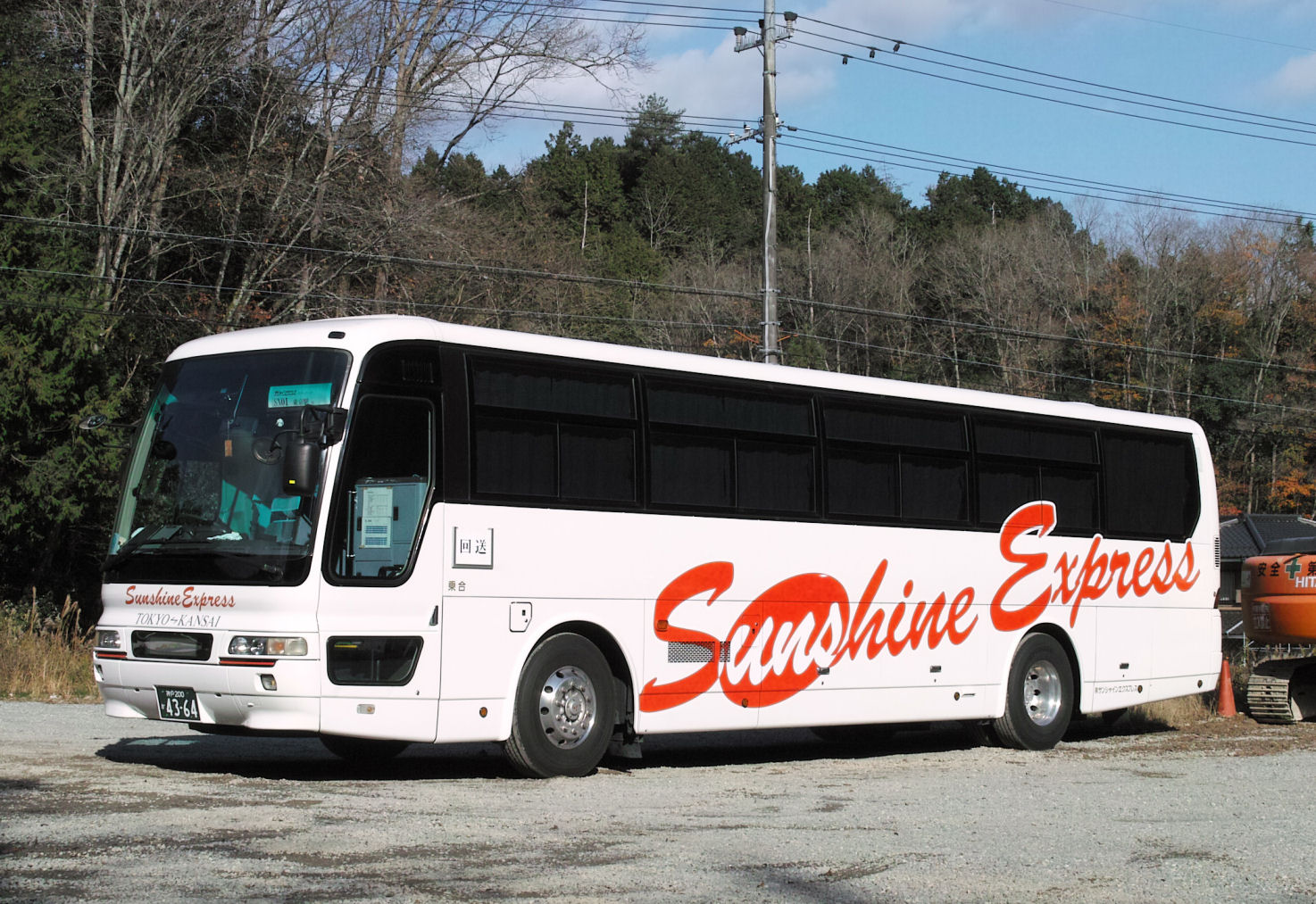
4列シート・スタンダード車 エアロバス
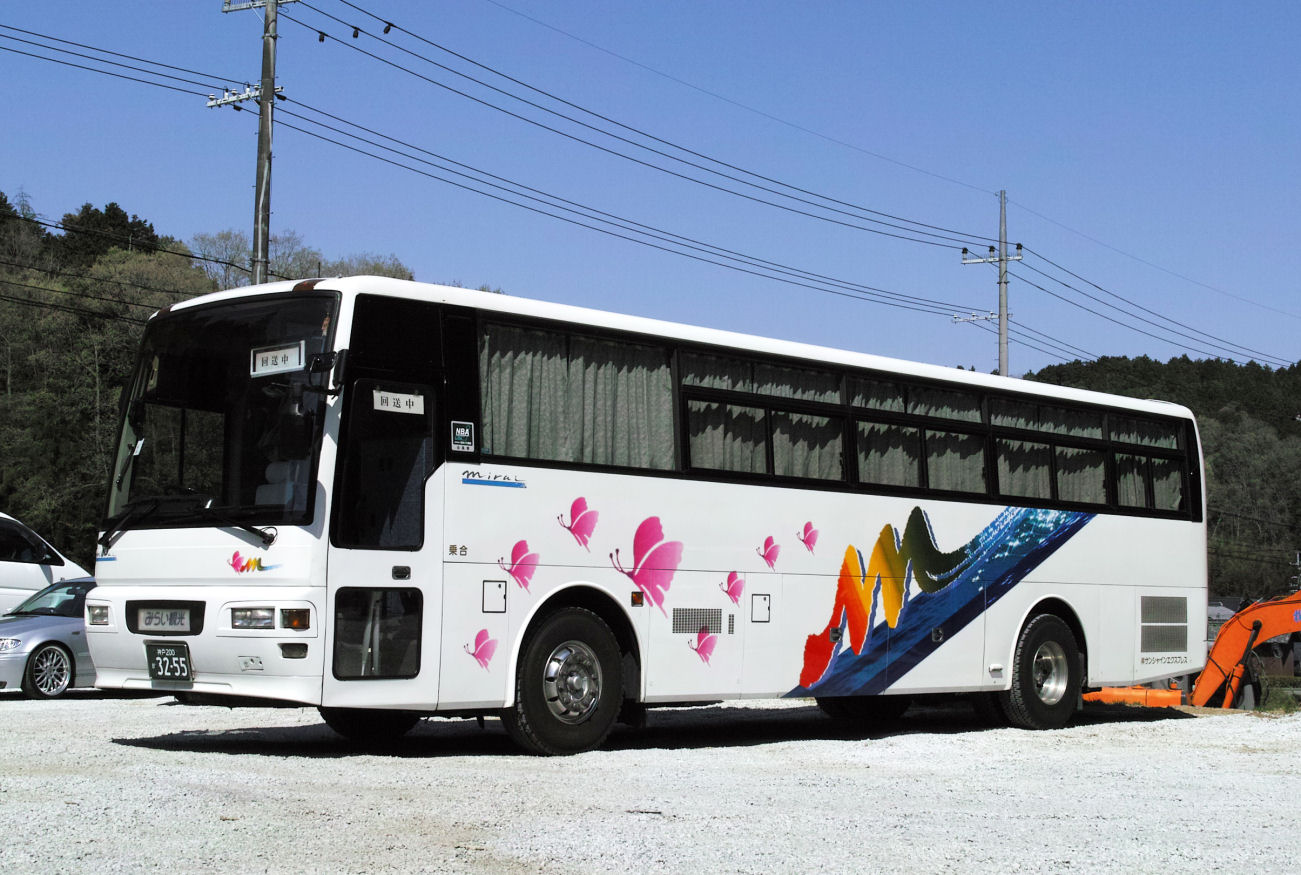
過去に運行された4列シート車（除籍済み） ガーラ・富士重工
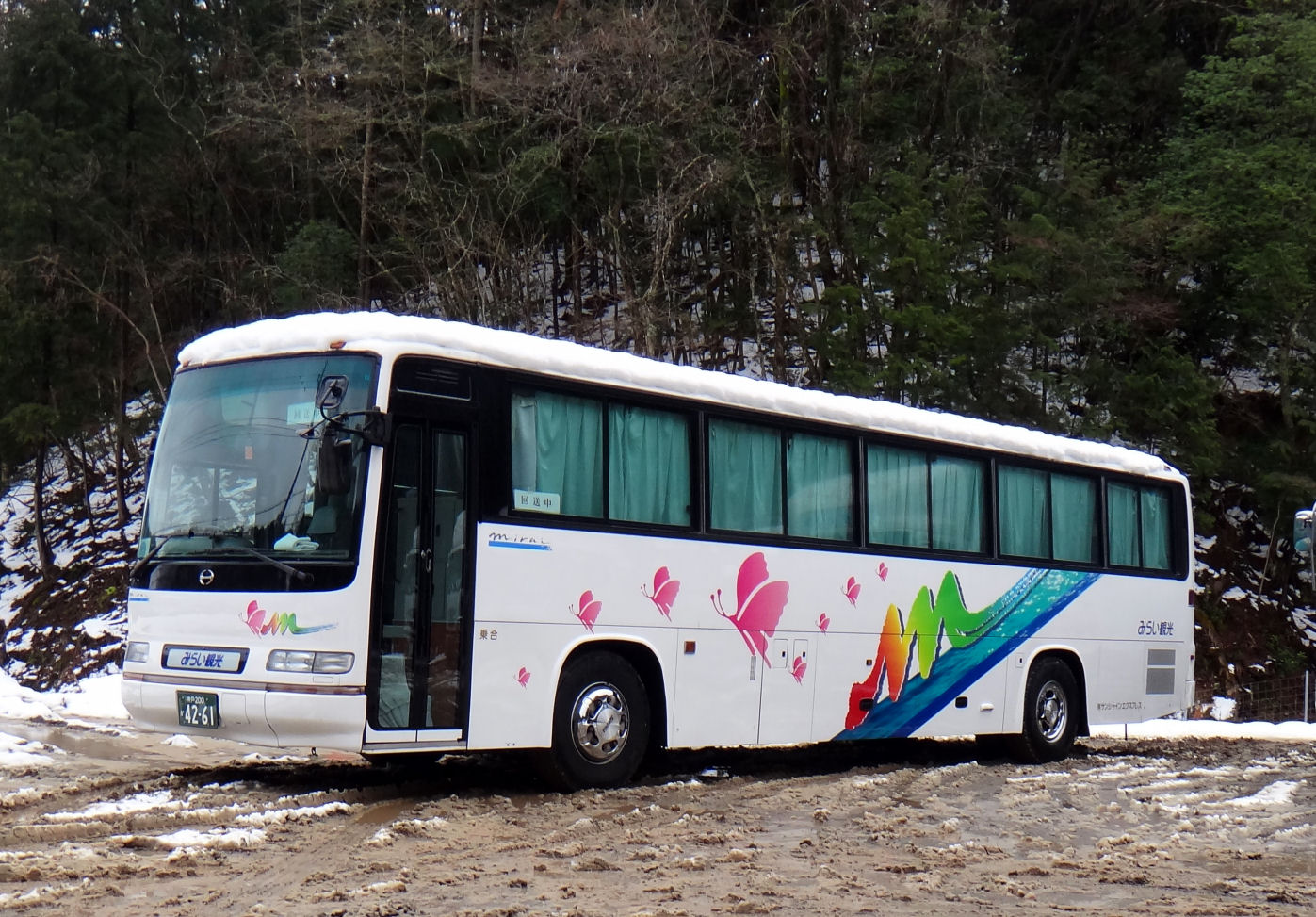
過去に運行された4列シート車（除籍済み） セレガFS

## 車両
トラック部門は三菱ふそうトラック・バス、いすゞ自動車など。
バス部門のみらい観光では、殆どが他社からの中古車ながら、一部は武元重機が自社発注で導入した日野・セレガやいすゞ・ガーラも在籍している。国産車は日野自動車製の割合が高く、過去には、海外製のボルボ・アステローペ製、ネオプラン製のバスも所有していた。

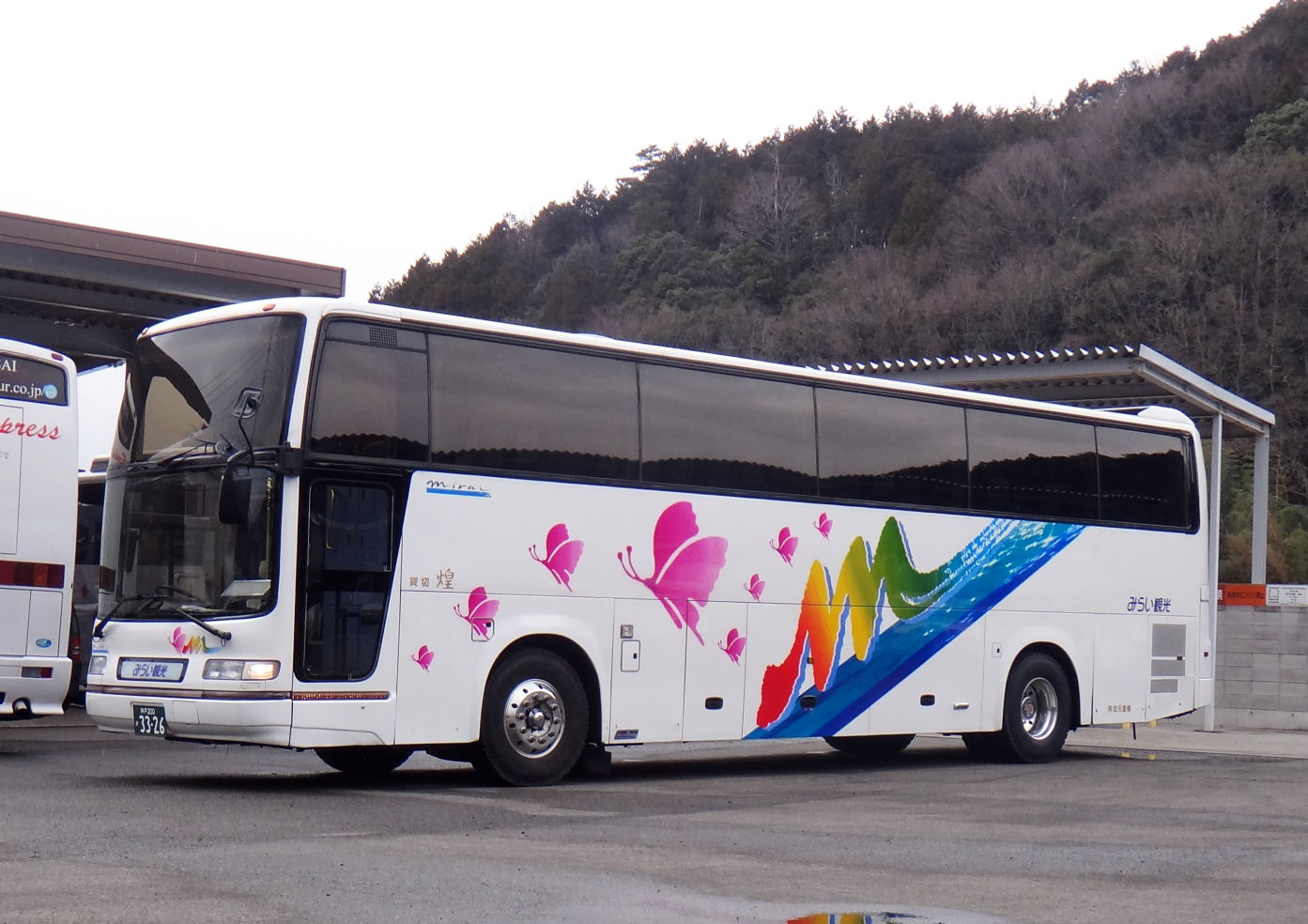
トイレ付き貸切車 セレガGJ（売却済）
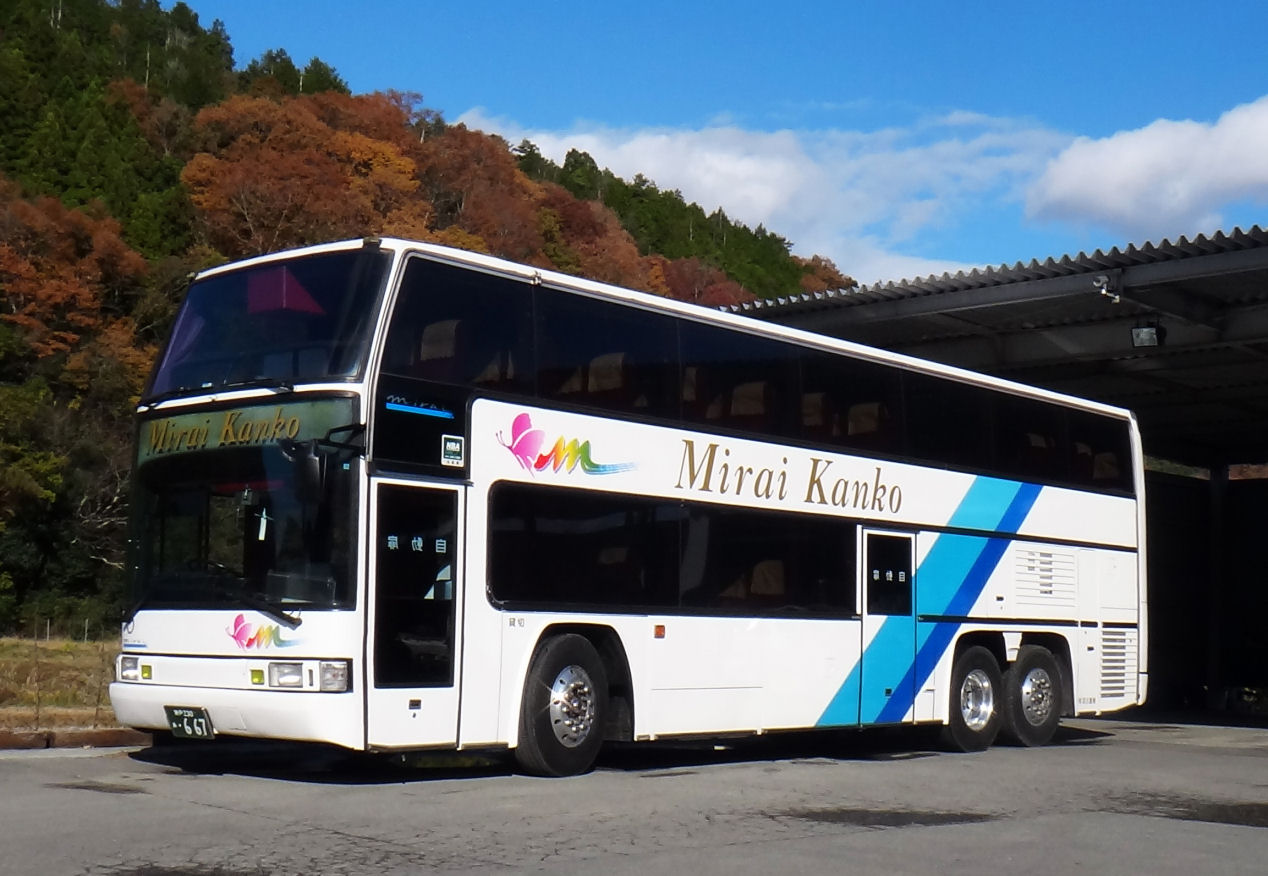
二階建て貸切車 グランビュー
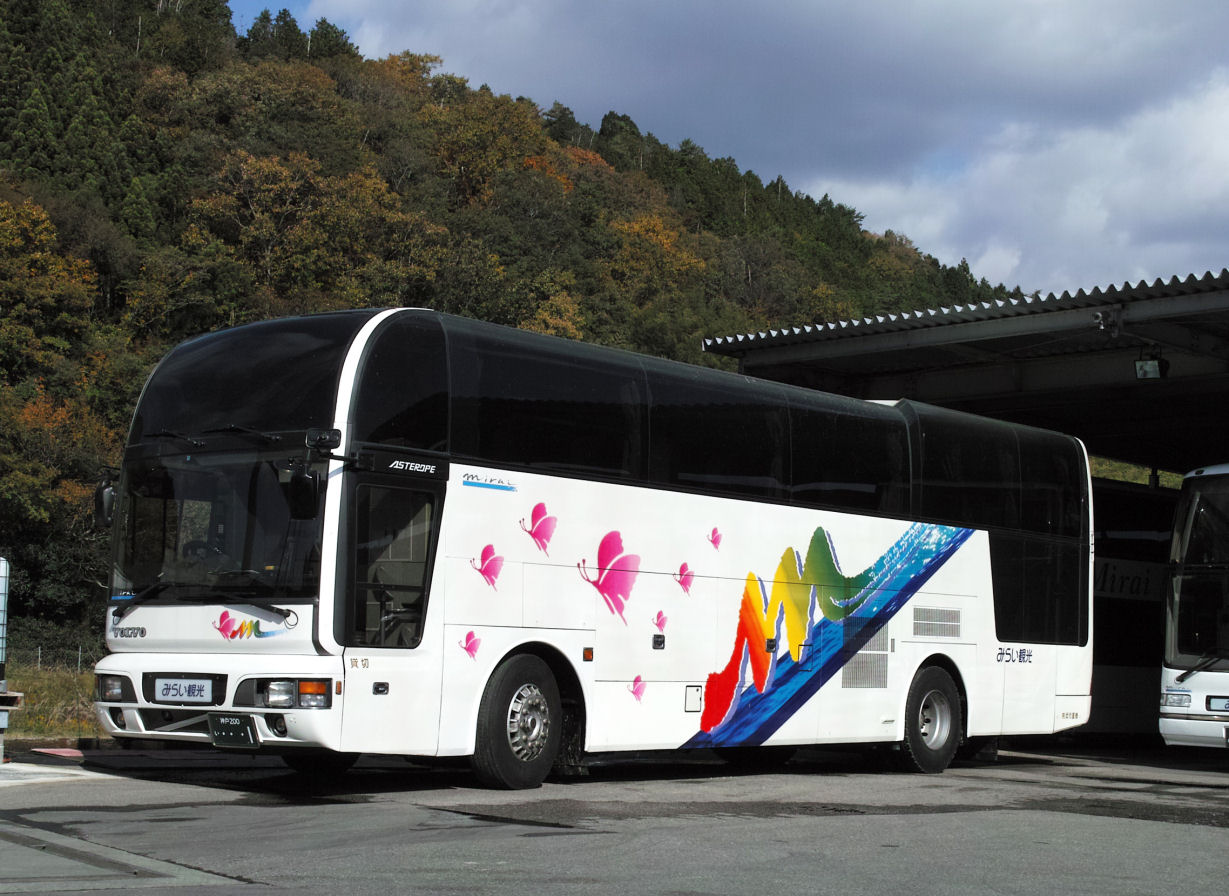
3列トイレ付き貸切車 ボルボ・アステローペ（売却済）
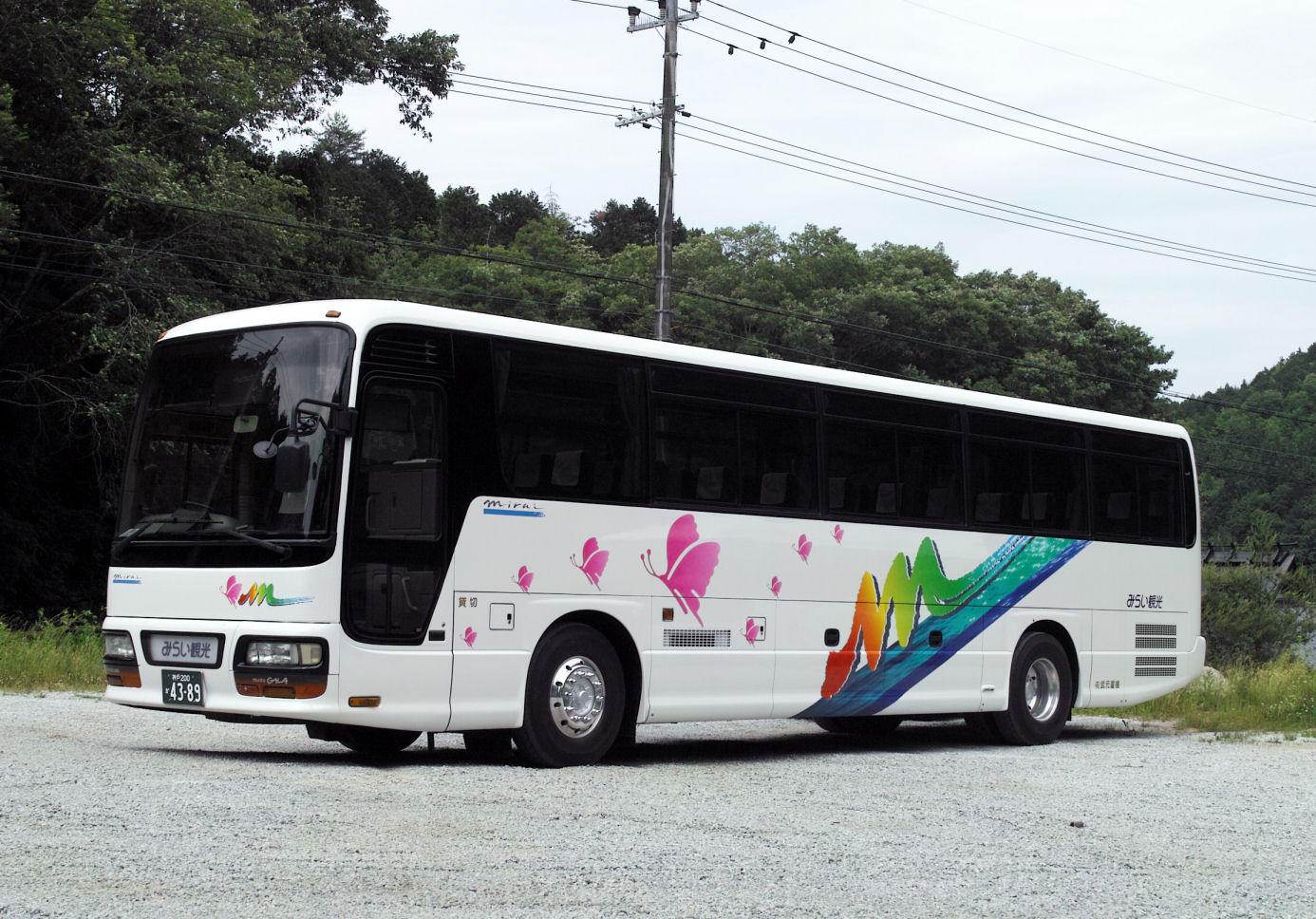
いすゞ自動車製貸切車 ガーラ2000 HD
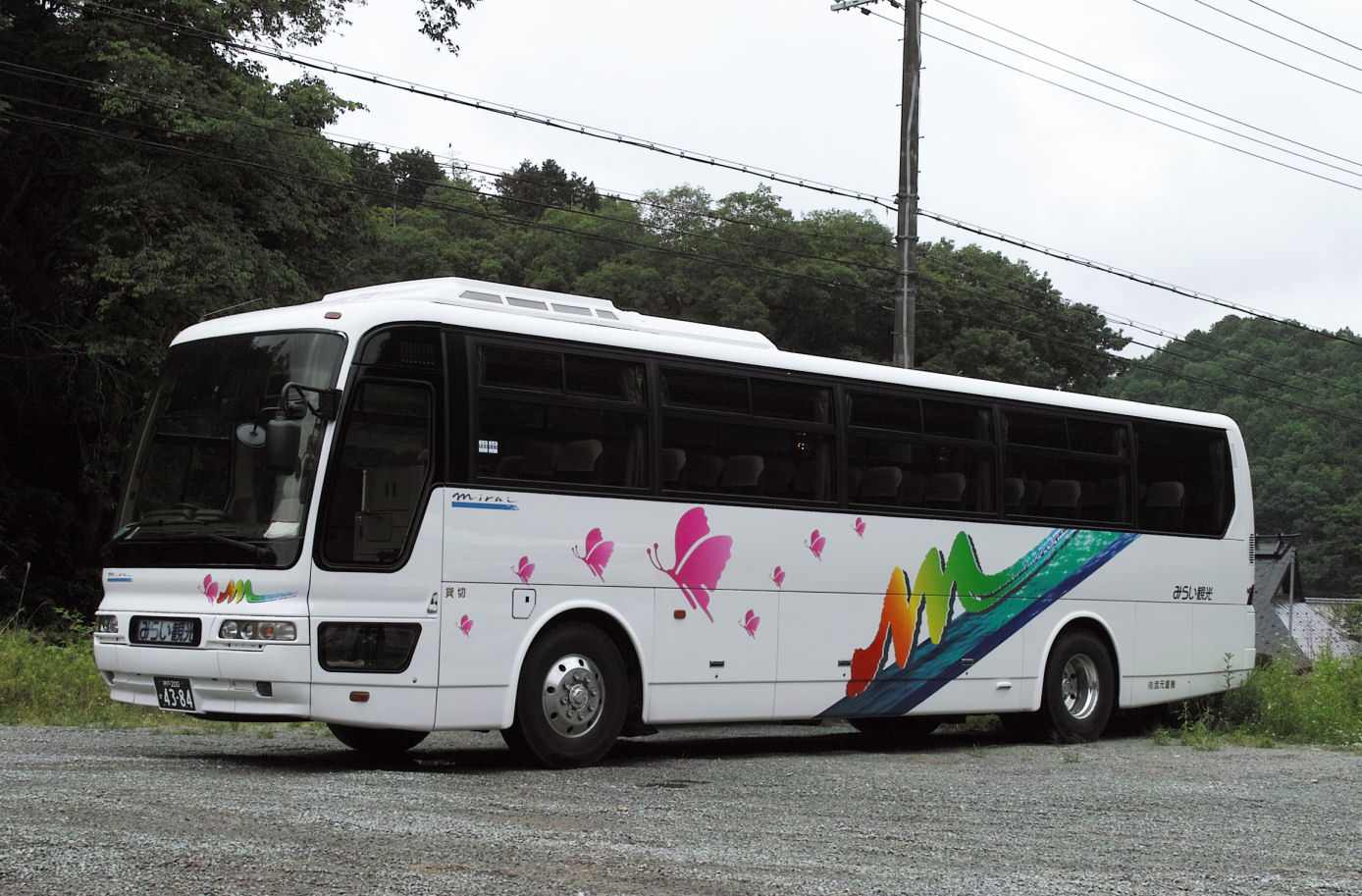
三菱ふそう製貸切車 エアロバス